# Hatéma
Hatéma was een textielbedrijf met als oorsprong en hoofdzetel in Helmond en vestigingen te Deurne, Geldrop en Gemert.
De naam is samengesteld uit de letters H-T-M, die staan voor Helmondsche Textiel-Maatschappij.

## Voorgeschiedenis
De voorgeschiedenis van het bedrijf begint met de oprichting in 1855 van de fa. Leyten, Kluskens & Co. te Helmond. De derde compagnon hierbij was Peter de Wit. Na de dood van Kluskens in 1864 kwam er een nieuwe vennootschap tussen Peter de Wit en de gebroeders Jan en Alfons Leyten. Deze firma produceerde linnen en wollen manufacturen. In 1869 zette Peter de zaak, nog een handweefbedrijf, voort samen met de weduwe van Jan Leyten. In 1887 volgde een boedelscheiding en Peter de Wit ging alleen verder. Hij kocht bij Karelstein de leegstaande mechanische bontweverij van de fa. Fischer Blom. Spoedig werd ook zijn zoon Piet de Wit in dit bedrijf werkzaam. Het bedrijf werd financieel gesteund door Emile Wesselman van Helmond en kwam tot bloei. In 1896 nam Piet de zaak over en in 1898 werd dit de eerste geheel elektrische weverij in Nederland, de NV Nederlandsche Textiel-industrie. Ondanks de grootse opzet ging dit bedrijf failliet in 1900.

## Dekenfabriek
In 1902 echter startte Piet opnieuw, nu samen met zijn oom Kobus. Deze firma De Wit & Co. fabriceerde grove goederen, zoals dekens, uit textielafval. Oorspronkelijk werd er veel uitbesteed maar in 1904 werd een leegstaand fabrieksgebouw op het Hoogeind gekocht, waar een weverij, een ververij en een ruwerij in werd gevestigd. Het spinnerijafval werd nog van derden betrokken, maar in 1908 werd een eigen spinnerij gestart, een bedrijfstype dat in de regio niet bestond. In 1909 kwam er een flanelweverij, waarna de elektrificatie van de fabriek volgde. In 1912 werd er een filiaal te Geldrop opgezet. De nakende Eerste Wereldoorlog leidde tot een grote vraag naar paardendekens, waar het bedrijf ruimschoots in kon voorzien. In 1913 werd daartoe de NV De Wit's Blanket Manufacturing Company opgericht dat in 1917 nog aanzienlijk werd uitgebreid.
In 1917 en 1920 werden filialen in respectievelijk Gemert en Deurne opgericht. De Gemertse vestiging hield het nog geen 10 jaar vol. Maar het snel gegroeide bedrijf was op een wankele basis gegrondvest en het financiële beleid liet sterk te wensen over. Bovendien leefde Piet de Wit op uiterst grote voet, getuige zijn paleisachtige villa Peapark. Dit leidde dan ook tot een faillissement in 1925 waarop Piet de spotnaam: Piet failliet verwierf.

## Hatéma
Spoedig volgde een doorstart. Het Eerste Kamerlid Jan van der Lande, die directeur was van het Deventer bedrijf Noury & van der Lande, zocht een bedrijf voor zijn zoon, Anton van der Lande. Aldus werd het bedrijf NV De Wit's Dekenindustrie opgericht, waarin Piet de Wit het echter voor het zeggen had. Doch deze ging door met zijn roekeloze wijze van bedrijfsvoering en moest in 1930 dan ook opstappen. Toen werd feitelijk de NV Hatéma opgericht, die als financierings- en verkoopmaatschappij fungeerde. Op de economische crisis werd gereageerd door uitbreiding van het productiepakket met gordijnstoffen (1930), pluche (1933), kunstleer (1936) en kledingstoffen (1937). Er vielen weliswaar veel ontslagen in de nevenvestigingen. In 1938 werkten er in Geldrop, Deurne en Helmond ongeveer 1000 mensen.
Het sociale beleid onderging ondertussen een forse uitbreiding: kantines,  personeels- en toneelverenigingen bloeiden en ook sportvoorzieningen werden ter beschikking gesteld. Hiertegenover stond dat naast bedrijfsleider en adjunct-directeur Louis van Kimmenade directeur ALM en een zoon Van der Lande in 1948 zijn veroordeeld wegens economische collaboratie met de bezetter. In 1944 werd de fabriek flink beschadigd tijdens de bevrijdingsstrijd, maar in 1947 werkten er alweer 1300 mensen. Waren in Geldrop en Deurne uitsluitend weverijen, in Helmond bevonden zich naast weverijen ook alle overige productieprocessen en bovendien het kantoor. In 1954 werd ook de fa. A. van der Heijden & Zoon te Geldrop overgenomen. Het aantal arbeiders nam toe tot 1800 in de jaren 60 van de 20e eeuw. Men moest Belgen en Spanjaarden aantrekken vanwege de krapte op de arbeidsmarkt. Omstreeks deze tijd trad een nieuwe generatie Van der Lande aan, hoewel Anton van der Lande nog veel zeggenschap behield.
Het productassortiment bestond rond 1950 uit dekens, dweilen, poetsdoeken, gordijn- en meubelstoffen, spreien, kledingstukken, bedrukte stoffen, kunstleer en pluche. In 1957 kwam Hatéma met een nieuw product kunstleer onder de naam suwide. Verdere diversificatie volgde door een meerderheidsbelang eind 1963 gevolgd door een overname in 1964 van de Helmondse tapijtproducent NV Eurocarpet. De tapijtfabricage daarvan werd ondergebracht bij de vestiging te Geldrop maar in 1966 verplaatst naar Sittard. In 1963 begon men, samen met Philips en Erres, met de productie van elektrische dekens. In 1968 werd de trijpweverij van Leo Schellens & Co. te Eindhoven overgenomen. Bij andere onderdelen ging het minder: in 1968 werden 60 medewerkersd bij de dekenfabricage ontslagen. In 1971 stopte de dekenfabricage. 
Ondertussen was Texoprint ontstaan, waarin naast onder meer Vlisco ook Hatéma deelnam. Hier ging Hatéma in 1969 in op en vervolgens ook in de opvolger Gamma Holding. Daarbinnen ging Hatéma zich op interieurtextiel toeleggen. Hierin werkten omstreeks 1980 nog 600 mensen. In 1981 gingen heel wat mensen met de VUT en in 1983 vielen in Sittard en Helmond 60 gedwongen ontslagen. Nu trachtte men het tij te keren door voorwaartse integratie, waarbij vanaf 1986 een keten van Hatémawinkels werd opgericht, tegelijk met stopzetting van de levering aan de detailhandel. Uiteindelijk kwam de fabriek in Sittard los van Gamma Holding te staan, de winkels werden verkocht. In Helmond bleef de kunstleerproductie onder de naam Planox bestaan. Deze kwam nog in het nieuws als veroorzaker van luchtvervuiling. Op 17 januari 1997 werd bekendgemaakt dat ook Planox zou sluiten. Hierdoor verloren 65 Helmonders hun baan. Uiteindelijk zijn alle Hatéma-gebouwen gesloopt en op de plaats ervan verrees de nieuwbouwwijk Helmond Suytkade. In Geldrop en Deurne zijn nog enkele overblijfselen van het bedrijf aanwezig.